# Église Saint-Voy de Mazet-Saint-Voy
L'église Saint-Voy est un édifice situé à Mazet-Saint-Voy, en France.

## Localisation
L'église est située sur le territoire de la commune de Mazet-Saint-Voy, dans le département  de la Haute-Loire, en région Auvergne-Rhône-Alpes.

## Description
Église datant du IXe et Xe siècles, citée en 1021 par le cartulaire de Chamalière. De 1560 à 1574, l'édifice est transformé en temple protestant. Dégradations au cours des guerres de Religion puis de la Révolution. Le plan de l'église comprend aujourd'hui une nef à deux travées et abside semi circulaire. La voûte primitive a, sans doute depuis le XVIIe siècle, été remplacée par une charpente qui s'est elle-même écroulée et a été remplacée en 1970. La nef s'ouvre par une porte surmontée de trois arcs en plein cintre. L'abside, divisée par une série de cinq arcs plein cintre reposant sur six colonnettes, est percée de quatre fenêtres en archères. Tous ces éléments peuvent être datés de l'époque romane. Le clocher est sans doute plus tardif, sa toiture étant postérieure aux guerres de Religion. Deux chapelles d'époque gothique y sont superposées. La chapelle basse s'ouvre directement sur la nef par un arc brisé, la voûte reposant sur une croisée d'ogives elles-mêmes reposant sur des culs-de-lampe ; les murs et la voûte sont couverts de fresques. La chapelle haute s'ouvre sur la nef par un arc brisé et présente quatre sculptures à la retombée des ogives.

## Historique
L'église est inscrite au titre des monuments historiques par arrêté du 4 juillet 1972.